# Ina Beyermann
Ina Beyermann (n. 11 aprilie 1965, Leverkusen, Germania) este o înotătoare germană, medaliată olimpică. A participat la două ediții ale Jocurilor Olimpice (1984, 1988) în care a câștigat o medalie de argint și o medalie de bronz.